# Úholičky
Úholičky település Csehországban, Nyugat-prágai járásban. Úholičky Roztoky, Libčice nad Vltavou, Tursko, Velké Přílepy és Únětice településekkel határos. Lakosainak száma 810 fő (2024. január 1.).

## Népesség
A település lakosságának változását az alábbi diagram mutatja:
| Lakosok száma | 332  | 382  | 525  | 631  | 551  | 499  | 773  | 790  | 811  | 810  |
|               | 1869 | 1890 | 1921 | 1950 | 1980 | 2001 | 2017 | 2019 | 2022 | 2024 |